# Mayahi
Mayahi è un comune urbano del Niger, capoluogo del dipartimento omonimo nella regione di Maradi.

## Amministrazione

### Gemellaggi
- Alfonsine